# The Dream Team (Pornofilm)
The Dream Team ist ein amerikanischer Hardcore-Thriller des Regisseurs Jim Enright aus dem Jahr 1995.

## Handlung
Das „Dream Team“ ist eine Detektei, die von Alex Brunner geleitet wird. Seine Detektivinnen Tera, Persia, Marilyn und Alicia befinden sich auf einer gemeinsamen Urlaubsreise an den Lake Mohave, die er bezahlt.
In einer Rückblende werden Ereignisse vom Vorabend gezeigt. Auf einem Hausboot schläft John Trevor mit seiner Frau Annette. Nach dem Höhepunkt erregt ein Geräusch ihren Verdacht, John Trevor bewaffnet sich mit einem Revolver und sucht nach der Ursache. Als er erschossen wird nähert sich seine Frau und ist vom Anblick ihres toten Mannes ebenso wenig überrascht wie vom Täter, seinem Zwillingsbruder Matt Trevor, der mit der Tatwaffe neben dem Opfer steht. Aus der folgenden Konversation ergibt sich, dass John Trevor ein Verbrechen begangen hat, für das Matt viele Jahre im Gefängnis die Strafe abgesessen und als Rache dafür seinen Bruder getötet hat. Mit einem nicht näher beschriebenen Plan seines toten Bruders will er viel Geld und seine willige Ehefrau bekommen, wozu er sich erfolgreich als John Trevor ausgeben muss. 
Als das Dream Team am Morgen von einer Ausfahrt mit Jetskis zurückkehrt, unterhalten sich die Frauen beim Anlegen. Tera, die am längsten bei der Detektei arbeitet, kommt die Großzügigkeit des Chefs merkwürdig vor, aber die anderen Frauen albern herum, nennen sie eine Spielverderberin und es kommt zu einer Wasserschlacht, bei der die zufällig vorbeikommenden Frauen Lana und Kirsty mitmachen. Die Wasserschlacht entwickelt erotische Züge und bald befriedigen die Frauen sich gegenseitig sexuell, auch mit Sexspielzeug. Das Liebesspiel wird aber jäh unterbrochen, als das Mobiltelefon von Alicia klingelt. Der Anrufer ist Alex Brunner, ihr Chef. Er berichtet von der Entführung von Annette Trevor, welche die Tochter von Edgar Turner und mit dem als Frauenheld bekannten John Trevor verheiratet ist. Ihr Ehemann hat ihn kontaktiert, da sie entführt wurde und ihr Mann die Polizei nicht involvieren darf.
Die vier Detektivinnen besuchen Trevor auf seinem Hausboot, wo er sich mit zwei jungen Frauen aufhält. Sie erfahren, dass er eine Lösegeldforderung von fünf Millionen erhalten hat, aber noch keine Übergabe vereinbart wurde. Er behauptet, beobachtet zu werden. Immer wieder wird eine Person gezeigt, die das Geschehen aus der Ferne observiert und an Mr. Turner berichtet. Tera schickt nach diesem Treffen Marilyn und Persia in die Stadt, um Vorräte zu kaufen und Informationen über Trevor und seine Frau zu beschaffen. Alicia soll sich in der Nähe aufhalten, da Tera befürchtet, dass auch sie überwacht werden. Marilyn und Persia machen sich mit einem Jetski auf den Weg und während Persia sich in die Stadt begibt, ruft Marilyn bei Brunner an, um nach Neuigkeiten über die Entführung zu fragen.
Unterdessen besucht der geheimnisvolle Beobachter an einem einsamen Strandabschnitt Alicia und entpuppt sich als David Malcom, Chef der Sicherheit von Mr. Turner, der sich um seine Tochter sorgt. Alicia gibt sich daraufhin als Mitglied der Detektei zu erkennen. Sie verabreden eine Kooperation und tauschen zunächst Informationen aus, als die Zusammenarbeit schnelle Früchte trägt auch Zärtlichkeiten. Als Alicia schließlich rücklings auf dem Jetski liegt, dringt David in sie ein. Sie haben Sex miteinander. Marilyn wartet auf die Rückkehr von Persia und trifft Clay, der mit seinem Boot neben ihrem Jetski anlegt und fragt, ob sie Hilfe benötigt. Sie macht sich an den netten, gut gebauten Besucher heran, der ebenfalls nicht abgeneigt ist und beide vertreiben sich die Zeit mit Sex auf dem Jetski.
Später beraten die vier Detektivinnen über neue Informationen, die sie erhalten haben: Turner hat John Trevor einen Ehevertrag aufgezwungen, demzufolge er im Fall einer Scheidung keine Ansprüche hat. Sollte seiner Frau etwas zustoßen, wird die Versicherungsleistung in einen von Turner kontrollierten Treuhandfonds investiert, so dass er auch aus diesem Fall keinen finanziellen Gewinn ziehen kann. David Malcom hatte den Verdacht geäußert, dass Trevor die Entführung fingiert hat. Sie fragen sich, ob Clay etwas mit der Entführung zu tun hat, denn er könnte Trevors Bruder oder dessen Komplize bei der Entführung sein. Alicia soll also ein Gespräch zwischen David und Tera organisieren.
Tera und Persia wollen Clay aufsuchen. Persia soll ihn ablenken, damit Tera sich unbemerkt nähern kann. Persia besucht Clay auf seinem Boot, entkleidet sich, um ihn abzulenken und verführt ihn schließlich. Der Geschlechtsverkehr gibt Tera ausreichend Zeit, um das Hausboot unbeobachtet schwimmend zu erreichen, bevor Clay auf Persias Gesicht ejakuliert. Tera durchsucht das Hausboots und findet überraschend Annette Trevor vor, will sie befreien, doch als diese eine Waffe zieht und nach Clay ruft, bringt dieser ebenfalls mit vorgehaltener Waffe Persia an Bord des Hausbootes und fesselt beide. Clay ruft Matt Trevor an und informiert ihn über die festgesetzten Detektivinnen. Da das Lösegeld schon bereitliegt, planen sie so schnell wie möglich zu fliehen. 
Trevors Hausboot fährt zu dem von Clay und Matt Trevor betritt es mit dem Lösegeld. Er will Annette auf der Flucht aber nicht mitnehmen, da sie nur der Köder war. Clay hält die wütende Annette fest und auf die Frage, was er mit ihr machen will, antwortet er: „Was Du meinem Bruder versprochen hast: bis das der Tod Euch scheidet“. David tritt jedoch mit einem Revolver von hinten an Trevor heran und verhindert so die Mordtat. Clay ist aber ebenfalls bewaffnet, er droht Annette zu erschießen und zwingt David so, die Waffe niederzulegen. Clay hat erkannt, dass die Situation kurz davor ist, seiner Kontrolle zu entgleiten und für ihn ausweglos zu werden. Er erschießt Matt Trevor, ergreift den Koffer mit dem Lösegeld und flüchtet auf seinem Boot. David befreit Tera und Persia, die Clay verfolgen und kümmert sich selbst um Annette. Bei der Verfolgungsjagd kommt es zu einem Schusswechsel, Clay wird erschossen, Boot und Lösegeld werden gesichert. 
Am Abend folgt schließlich das geplante Gespräch zwischen David und Tera am Lagerfeuer. Er enthüllt ihr die Geschichte und Hintergründe: Annette hat als Köder mitgespielt, um dem Einfluss ihres Vaters auf ihr Leben zu entkommen, das Dream Team wurde von Trevor nur engagiert, damit die Entführung Turner gegenüber echt wirkt und er das Lösegeld bereitstellt. Tera ist von David angetan und beeindruckt, legt ihren Arm um seine Schulter und bietet ihm die Mitarbeit im Dream Team an, denn „das Dream Team sucht immer erfahrene Männer, und Du bist erfahren, oder etwa nicht?“. Tera und David küssen sich leidenschaftlich, entkleiden sich und haben Sex. Als das Klingeln des Mobiltelefons Tera von ihrem Liebeslager mit David aufschreckt hat sie endgültig genug und wirft das Mobiltelefon in den See. Das Telefon treibt klingelnd in die Dunkelheit davon.

## Kritiken
Adult Video News lobt den Film für seine Outdoorszenen: „Dieser Film punktet mit knackig ausgeleuchtetem Outdoor-Sex und sonnenverwöhnten Kulissen.  Gedreht wurde an einem See in Nevada, und es ist ein Vergnügen, gebräunte, verschwitzte Körper zu sehen, die sich unter der strahlenden Sonne winden. […] Die Krönung ist jedoch das Planschfest im See, das in einer Orgie mit sechs Mädchen am Strand endet.  Das ist also der Grund, warum man es die freie Natur nennt!“. Besondere Erwähnung findet der ungewöhnlich ausgefeilte Plot: „Die Handlung dreht sich um die Bemühungen des ‚Dream Teams‘ – ein Quartett von Charlie’s Angels der Neuzeit –, eine Entführung zu vereiteln. Die Beweggründe der Bösewichte werden bis ins kleinste Detail ausgearbeitet“. Das Fazit lautet: „Nicht spektakulär, aber eine mädchenlastige Besetzung und ein schönes Boxcover machen es definitiv sammelwürdig“.